# Frogger 2 (Xbox Live Arcade)
Frogger 2 är en uppföljare till det ursprungliga arkadspelet. Den släpptes på Xbox Live Arcade för Xbox 360 den 11 juni 2008. Detta är det tredje spelet som kallar sig Frogger 2, de andra är Frogger II: ThreeeDeep! och Frogger 2: Swampy's Revenge.